# 國際光電工程學會
國際光電工程學會（英語： International Society for Optics and Photonics,SPIE），

成立於 1955 年，是致力於光學、光子學和電子學領域的研究、工程和應用的著名專業學會，會址設於美國華盛頓州。為一專業性的非營利國際組織，在全球大約有 17000 名會員。學會每年舉辦超過350 次的國際性技術研討會以及各種短期課程和教學活動，所發表的會議文獻反映了相應專業領域的最新進展和動態，具有極高的學術價值。

## 名稱演進
最初，攝影儀器工程學會 (Society of Photographic Instrumentation Engineers) 於 1955 年七月一日在美國加州成立，名稱縮寫為 SPIE，以推廣攝影儀器研究應用為主。1964 年起改名為攝影與光學儀器工程學會。1977 年起將會址遷往美國華盛頓州貝靈厄姆市 (Bellingham, Washington)。因為會員中有許多國際人士，並且其相關領域也衍伸至光學工程，同時學會本身也開始進行營利事業，遂於 1981 年更名為 SPIE 國際光電工程學會暨事業體，(DBA) SPIE—The International Society for Optical Engineering. 2007 年學會將營利部門結束，從此英文名稱即為 SPIE。

## 數位圖書館
國際光電工程學會目前設有網路數位圖書館 （页面存档备份，存于），發行國際光電工程學會會議錄、各類學術期刊。
- 涵蓋學科主題如下：航太學、遙感、天文學、自動化、檢查、產品工程、生醫光學、通訊和光纖、電子影像、顯示與醫學影像、雷射與應用、微電子學、光電子學、微機電、光電物理、化學和生物學、光電科學和工程、信號及影像處理。
- 國際光電工程學會會議錄：收錄 1990 年至今的會議錄全文，從第 1200 卷起。每年新增約 17,000 篇新的研討會論文。
- 國際光電工程學會發行許多學術期刊，代表性的期刊如下：
  - Optical Engineering –回溯至 1990 年，自第 29 卷起
  - Journal of Biomedical Optics – 回溯至 1996 年，自第 1 卷起
  - Journal of Electronic Imaging – 回溯至 1992 年，自第 1 卷起 (The Society for Imaging Science and Engineering IS&T 共同出版)
  - Journal of Microlithography, Microfabrication & Microsystems – 回溯至 2002 年，自第 1 卷起  (2002 年創刊)
  - Journal of Applied Remote Sensing
  - Journal of Nanophotonics

## 外部連結
國際光電工程學會官網 （页面存档备份，存于）（英文）